# Генрик Янковський (тюрколог)
Ге́нрик Янко́вський (Henryk Jankowski) (нар. 1951) — польський лінгвіст, професор, сходознавець, тюрколог і караїмознавець.

## Біографія
У 1980 року в університеті у Будапешті (Угорщина) здобув ступінь бакалавра, захистивши кваліфікаційну роботу з булгаристики й угорської тюркології. У 1986 році здобув ступінь кандидата наук у галузі загального мовознавства й урало-алтайської лінгвістики.
Нині Генрик Янковський є науковим співробітником університету ім. Адама Міцкевича в Познані, де керує секцією тюркології, монголістики і кореїстики. З 1991 по 1993 роки викладав у Будапештському університеті. Є членом Польської академії наук, також займав пост віцепрезидента Польського товариства сходознавства.
Сфера наукових інтересів включає тюркські мови (зокрема кримськотатарська, караїмська та казахська), а також їх контакти з іншими мовами світу. Він автор численних публікацій з питань мови й культури татар і караїмів у Східній Європі.

## Публікації
- Türkçe konusma kilavuzmu. Rozmówki tureckie, Adam Mickiewicz University Poznań. Institute of Linguistics, Poznań 1983.
- Détermination participiale dans les langues ouraliennes et altaïques choisies, Wydawnictwo Naukowe UAM, Poznań 1987.
- Wprowadzenie do języka irackoarabskiego. Cz. 1, Rozmówki, Adam Mickiewicz University. Institute of Linguistics, Poznań 1988.
- Gramatyka języka krymskotatarskiego, Wydawnictwo Naukowe UAM, Poznań 1992.
- Klucz do raju. Księga Tatarów litewsko-polskich z XVIII wieku, przekł. i oprac. Henryk Jankowski i Czesław Łapicz, «Dialog», Warszawa 2000.
- A Historical-Etymological Dictionary of Pre-Russian Habitation Names of the Crimea, Brill, Leiden-Boston 2006.
- Język krymskotatarski, «Dialog», Warszawa 2010.

Публікації на караїмську тематику:
- Новий 5762 рік у кримських караїмів = Nowy 5762 rok u Karaimów na Krymie, «Przegląd Orientalistyczny» 2002, nr 1/2, s. 103—109.
- Karaimska księgość na Krymie, W: Karaj kiuńlari. Red. Henryk Jankowski, Mariola Abkowicz, Wrocław 2004, s. 46-53.
- Питання про існування кримських караїмів і їх взаємовідносини із західними караїмами = The Question of the Existence of the Crimean Karaim and its Relation to Western Karaim, w: Orientas Lietuvos Didžiosios Kunigaikštijos visuomenės tradicijoje. Totoriai ir karaimai, Vilniaus Universiteto Leidykla, Vilnius 2008, s. 161—168.
- Переклади Біблії караїмською мовою = Translations of the Bible into Karaim, «Religion Compass», Vol. 4, June 2009, s. 502—523.